# Erythrotrichia foliiformis
Genre
Erythrotrichia foliiformis est une espèce d’algues rouges de la famille des Erythrotrichiaceae.